# Oleksandr Ussyk
Oleksandr Oleksandrowytsch Ussyk (ukrainisch Олександр Олександрович Усик, wiss. Transliteration Oleksandr Oleksandrovyč Usyk; * 17. Januar 1987 in Simferopol, Ukrainische SSR, UdSSR) ist ein ukrainischer Boxer – mittlerweile im Schwergewicht. Als Amateur war Ussyk Europameister 2008 im Halbschwergewicht sowie Weltmeister 2011 und Olympiasieger 2012 im Schwergewicht. 2013 wurde er Profi, zuerst im Cruisergewicht. Er wurde unumstrittener Cruisergewichts-Weltmeister aller vier bedeutenden Verbände (IBF, WBA, WBC, WBO) und damit der erste Boxer im Cruisergewicht, der die Titel aller vier bedeutenden Verbände vereinigte. Er gewann 2018 das Turnier World Boxing Super Series und wurde dadurch erster Gewinner der Muhammad Ali Trophy. Seitdem setzt er seine Profikarriere in der Schwergewichtsklasse fort und wurde im September 2021 Weltmeister der Boxverbände IBF, IBO, WBA und WBO sowie 2024 Weltmeister des WBC. Er ist ungeschlagen und unumstrittener Schwergewichts-Weltmeister.

## Leben
Ussyk wuchs auf der Krim auf. Er spielte bis zu seinem 14. Lebensjahr Fußball und trainierte mit dem Club Tawrija Simferopol. Mit 15 Jahren wechselte er zum Boxen, zunächst ohne eine Profikarriere anzustreben. Ausschlaggebend für den Wechsel vom Fußball zum Boxen war die finanzielle Situation seiner Familie, welche sich die Fußballausrüstung und Vereinsgebühren nicht leisten konnte. Er besuchte eine örtliche Schule, wo er seine spätere Ehefrau Ekaterina kennenlernte. Ussyk studierte Sportwissenschaft an der staatlichen Sportuniversität in Lwiw. 2009 heiratete er seine Frau Ekaterina und ist Vater dreier Kinder. 2014 musste Ussyk die Krim verlassen, nachdem Russland die Halbinsel besetzt und annektiert hatte. Seitdem lebt er in Kiew.
Nach dem russischen Überfall auf die Ukraine schloss sich Ussyk dem Kampf gegen die Invasoren an, kehrte aber nach wenigen Wochen zum Training ins Ausland zurück.

## Amateurkarriere
Ussyk begann im Alter von 15 Jahren mit dem Boxsport und trat im Mittelgewicht ab 2005 bei internationalen Turnieren und Wettkämpfen an. Bei den Junioren-Europameisterschaften 2005 in Estland verlor er noch im ersten Kampf gegen den Russen Sergei Sklijarow, gewann aber beim Bocskai-Turnier 2006 in Ungarn die Silbermedaille nach Finalniederlage gegen Ömer Aydoğan, nachdem er zuvor unter anderem Ronald Gavril und Petrișor Gănănău besiegt hatte. Ebenfalls die Silbermedaille gewann er beim Ahmet Cömert Turnier in der Türkei nach Finalniederlage gegen Mohamed Hikal.
Bei den Europameisterschaften 2006 im bulgarischen Plowdiw konnte er durch Siege gegen Balázs Kelemen, Badou Jack und Revas Karelischwili das Halbfinale erreichen, wo er mit einer Bronzemedaille gegen Matwei Korobow ausschied. Zudem vertrat er die Ukraine in dem als Länderkampf organisierten Weltcup 2006 in Baku, wo er erneut gegen Mohamed Hikal verlor, aber den Chinesen Lu Yuping schlagen konnte.
Bei einem Länderkampf gegen die USA verlor er im Dezember 2006 gegen Shawn Porter und beim Ahmet Cömert Turnier im Mai 2007 gegen Babacar Kamara. Inzwischen boxte er bereits im Halbschwergewicht. Beim ebenfalls als Länderkampf organisierten Turnier Amber Gloves in Russland gewann er gegen Cavid Tağıyev und Utkir Soipow, verlor jedoch gegen Artur Beterbijew knapp mit 10:12.
Im Februar 2008 gewann er das Strandja-Turnier in Bulgarien durch überragende Siege gegen Gottlieb Weiss, Robert Woge und Dmitri Tschudinow. Noch im selben Monat nahm er im Schwergewicht an der europäischen Olympiaqualifikation in Italien teil, wo er sich mit Siegen gegen Adrian Ciobanu, Yousef Abdelghani, Elchin Alizade und Danny Price ein Olympiaticket sichern konnte. Zudem gewann er noch im Mai 2008 das Klitschko-Turnier in der Ukraine durch Finalsieg gegen den Kubaner Osmay Acosta und nahm wieder am Ahmet Cömert Turnier teil, wo er diesmal im Finale an Zhang Xiaoping scheiterte. Bei den Olympischen Spielen 2008 in Peking besiegte er im ersten Kampf den Chinesen Nijati Yushan (23:4), unterlag aber dann im Viertelfinale gegen den Italiener Clemente Russo mit 4:7.
Im November 2008 gewann er im Halbschwergewicht die Europameisterschaften in Liverpool, wobei er sich gegen Alexander Moskowski, Boško Drašković, Bahram Muzaffer, Nikolajs Grišuņins und Sjarhej Karnejeu durchgesetzt hatte. Im Dezember 2008 war er beim diesmal als Einzelbewerb durchgeführten Weltcup in Moskau am Start, wo er im Finale kampflos gegen Osmay Acosta auf dem zweiten Platz landete. Zudem gewann er bis Juli 2009 auch noch zwei internationale Turniere in der Ukraine.
Bei den Weltmeisterschaften 2009 in Mailand kämpfte er sich im Schwergewicht gegen Manpreet Singh (16:2), Stephen Simmons (11:1) und Vitalijus Subačius (19:1) ins Halbfinale vor, wo er gegen Jegor Mechonzew (10:14) mit einer Bronzemedaille ausschied. Im Dezember 2009 gewann er noch den Presidents Cup in Baku gegen Rafael Lima, Ramesjon Achmedow und Julio Castillo und im März 2010 zwei Länderkämpfe gegen Arsen Goulamirian. Bis Ende des Jahres 2010 gewann er erneut den Presidents Cup, den Europacup und ein Turnier in Frankreich, wobei ihm unter anderem Siege gegen Dschahon Qurbonow, Wassili Lewit, Mohammad Ghossoun, Lenier Pero, John M’Bumba, Terwel Pulew und Joshua Temple gelangen.
Nach dem Gewinn zweier internationaler Turniere in Kasachstan und der Ukraine startete er auch im Schwergewicht bei den Weltmeisterschaften 2011 in Baku, die er ebenfalls gewinnen konnte. Er besiegte auf dem Weg zum Titel Evgenijius Tutkus (26:2), Terwel Pulew (TKO), Artur Beterbijew (17:13), Sjarhej Karnejeu (23:10) und Teymur Məmmədov (25:15).
Als amtierender Weltmeister trat er bei den Olympischen Spielen 2012 in London an und gewann die Goldmedaille im Schwergewicht, nachdem er sich erneut gegen Artur Beterbijew (17:13) und Terwel Pulew (21:5), sowie im Finalkampf gegen Clemente Russo (14:11) durchgesetzt hatte.
In der Saison 2012/2013 startete Ussyk für die Ukrainian Otamans in der World Series of Boxing. In der Saison gewann er alle sechs Kämpfe, bei denen er eingesetzt wurde, und besiegte u. a. Joseph Joyce von den British Lionhearts. Im Viertelfinale der Playoffs gewann er gegen Məhəmmədrəsul Məcidov von Azerbaijan Baku Fire und im Halbfinale gegen Matteo Modugno, Italia Thunder. Bei den Finalkämpfen traf er auf Mihai Nistor, konnte mit seinem Sieg aber die Niederlage gegen die Astana Arlans nicht verhindern.
Darüber hinaus war er ukrainischer Meister der Jahre 2009, 2010 und 2011.
Insgesamt bestritt Ussyk 350 Amateurkämpfe, von denen er 15 verlor.

## Profikarriere

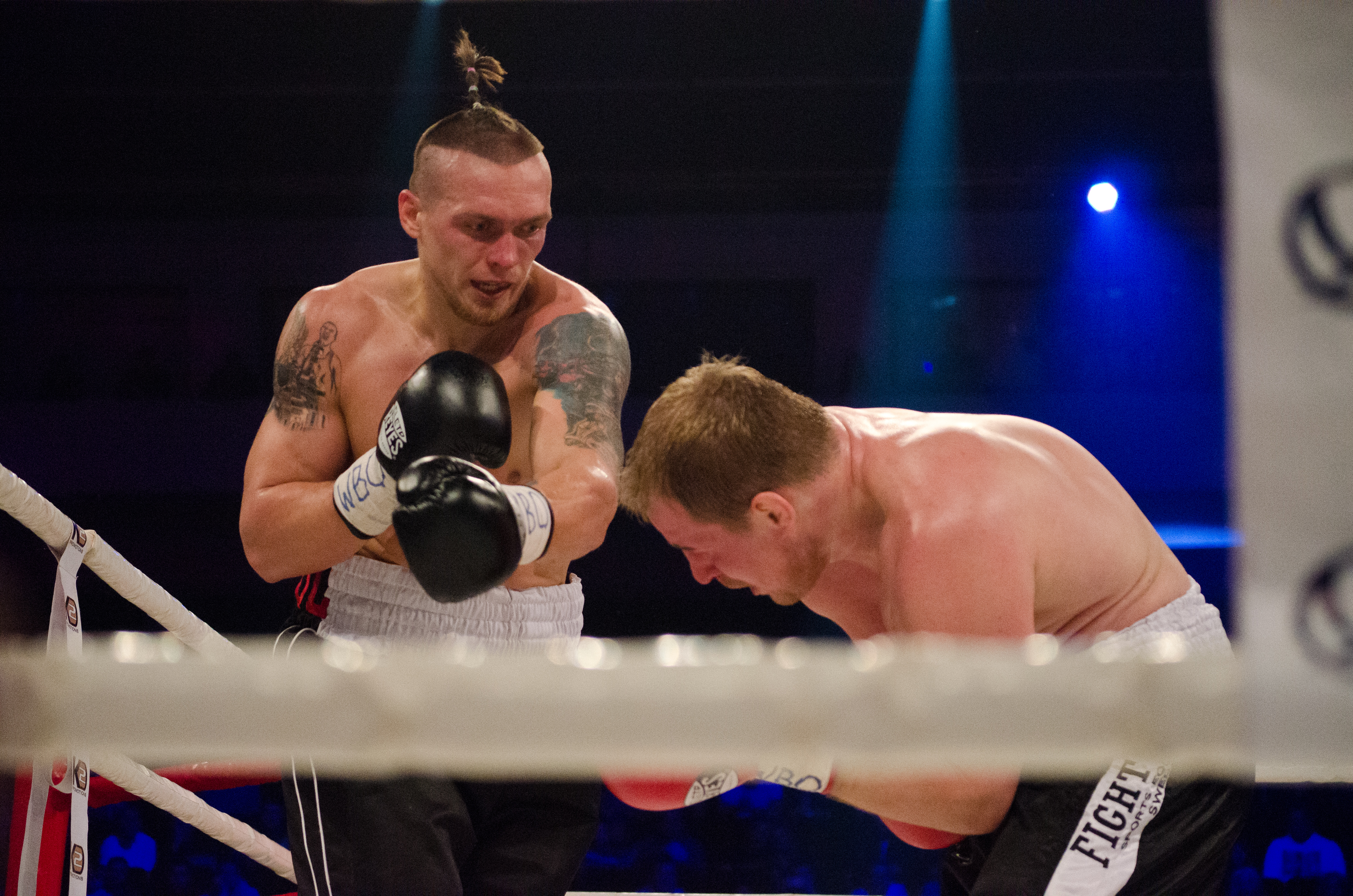
Ussyks Kampf gegen Andrei Knjasew im Jahr 2015 wurde im ukrainischen Fernsehen übertragen und von 3,6 Millionen Zuschauern verfolgt.

Im November 2013 begann Ussyk seine Profikarriere unter dem Promoter K2 Promotions. Am 17. September 2016 gewann er in seinem erst zehnten Kampf den Weltmeistertitel der WBO im Cruisergewicht, als er den polnischen Titelträger Krzysztof Głowacki einstimmig nach Punkten besiegte. In seiner ersten Titelverteidigung am 17. Dezember 2016 besiegte er den Südafrikaner Thabiso Mchunu durch K. o. in der neunten Runde. Im April 2017 verteidigte er den Titel erneut einstimmig gegen Michael Hunter.

Ussyk im Kampf gegen Murat Gassijew im Jahr 2018 in Moskau

Im Viertelfinale der World Boxing Super Series besiegte er am 9. September 2017 Marco Huck durch Technischen K. o. in der 10. Runde und verteidigte seinen WM-Gürtel im Cruisergewicht. Im Halbfinale schlug er Mairis Briedis nach Punkten und gewann damit dessen WBC-Titel. Am 21. Juli 2018 bestritt er den Finalkampf des Turniers und besiegte dabei den IBF- und WBA-Weltmeister Murat Gassijew einstimmig, wodurch er als erster Cruisergewichtsboxer die vier anerkannten WM-Titel vereinte.
Nach dem Sieg über Gassijew in Moskau schlug der ukrainische Ministerpräsident Wolodymyr Hrojsman vor, Ussyk die Auszeichnung Held der Ukraine zu verleihen. Ussyk lehnte dies mit der Begründung ab, dass er für einen gewissen Teil der Bevölkerung schon jetzt ein Held sei. Darüber hinaus benötige er keine Auszeichnungen, die seitens der Regierung an Personen ausgehändigt würden, die diese teils verdienten, teils aber auch nicht.
Im November 2018 verteidigte er alle Titel durch K. o. in der achten Runde gegen Tony Bellew, welcher in seinen letzten beiden Kämpfen David Haye besiegt hatte.
Durch einen Sieg über Anthony Joshua in London wurde Ussyk am 25. September 2021 Boxweltmeister im Schwergewicht der Boxverbände IBF, WBA, WBO und IBO.
Im Februar 2022 stand er in Verhandlungen für einen Rückkampf mit Anthony Joshua. Diese brach Ussyk nach dem russischen Überfall auf die Ukraine ab, reiste in die Ukraine und meldete sich dort freiwillig zum Wehrdienst. Ende März 2022 kehrte Ussyk zum Training ins Ausland zurück. Da Ussyk Vater dreier Kinder ist, unterlag er nicht dem Verbot der Ausreise, die gegenüber wehrfähigen ukrainischen Männern zwischen 18 und 60 Jahren ausgesprochen wurde. Zuvor hatte der Boxpromoter Bob Arum laut eigenen Angaben in Gesprächen mit der ukrainischen Regierung eine Sonderregelung für Ussyk und Wassyl Lomatschenko erwirkt, um beiden die Chance zu geben, im Boxring für ihr Land zu kämpfen. Am 20. August 2022 kam es zum Rückkampf zwischen Ussyk und Joshua in Saudi-Arabien. Diesen Kampf gewann Ussyk nach Punkten.

Am 26. August 2023 verteidigte Ussyk seine Gürtel gegen Daniel Dubois in Breslau. Ussyk gewann durch K. o. in der neunten Runde.

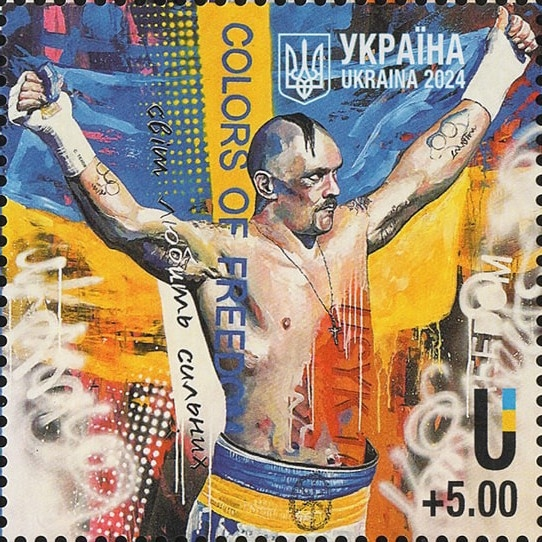
Im Jahr 2024 herausgegebene Briefmarke zu Ehren von Ussyk

Durch den Sieg über Tyson Fury am 18. Mai 2024 ist Ussyk der erste Schwergewichtsweltmeister, welcher die Gürtel aller fünf Weltverbände auf sich vereinigen konnte. Ussyk soll 45 Millionen US-Dollar (bzw. 36 Millionen Euro) für den Kampf erhalten haben (vor Steuern).
Beim Rückkampf am 21. Dezember desselben Jahres traten beide Boxer mit dem höchsten Kampfgewicht an, das sie bis dahin in ihrer Karriere erreicht hatten; Ussyk wog 102 kg und Fury war 127 kg schwer. Ussyk gewann den Kampf nach einer einstimmigen Juryentscheidung nach Punkten mit 116:112. Der Rückkampf fand, wie bereits die erste Begegnung mit Fury, in der Kingdom-Arena der saudi-arabischen Hauptstadt Riad statt.
Hatte Ussyk im Jahr 2024 seinen IBF-Titel abgegeben, gewann er diesen im Juli 2025 durch seinen KO-Sieg gegen Daniel Dubios zurück und wurde damit wieder unumstrittener Schwergewichts-Weltmeister.

## Liste der Profikämpfe
| 24 Siege (15 K.-o.-Siege), 0 Niederlagen, 0 Unentschieden |               |                                                   |                                                                                         |                                               |
| Jahr                                                      | Tag           | Ort                                               | Gegner                                                                                  | Ergebnis für Ussyk                            |
| 2013                                                      | 9. November   | Sportpalast Kiew, Kiew, Ukraine                   | Felipe Romero Profidebüt                                                                | Sieg / TKO 5. Runde                           |
| 2013                                                      | 14. Dezember  | Ice Palace, Browary, Ukraine                      | Epifanio Mendoza                                                                        | Sieg / TKO 4. Runde                           |
| 2014                                                      | 26. April     | König-Pilsener-Arena, Oberhausen, Deutschland     | Ben Nsafoah                                                                             | Sieg / KO 3. Runde                            |
| 2014                                                      | 31. Mai       | Sportpalace, Odessa, Ukraine                      | Cesar David Crenz                                                                       | Sieg / KO 4. Runde                            |
| 2014                                                      | 4. Oktober    | Arena Lwiw, Lwiw, Ukraine                         | Daniel Bruwer WBO-Intercontinental Cruisergewicht-Meisterschaft                         | Sieg / TKO 7. Runde                           |
| 2014                                                      | 13. Dezember  | Sportpalast Kiew, Kiew, Ukraine                   | Danie Venter WBO-Intercontinental Cruisergewicht-Titelverteidigung                      | Sieg / TKO 9. Runde                           |
| 2015                                                      | 18. April     | Sportpalast Kiew, Kiew, Ukraine                   | Andrei Knjasew WBO-Intercontinental Cruisergewicht-Titelverteidigung                    | Sieg / TKO 8. Runde                           |
| 2015                                                      | 29. August    | Sportpalast Kiew, Kiew, Ukraine                   | Johnny Muller WBO-Intercontinental Cruisergewicht-Titelverteidigung                     | Sieg / TKO 3. Runde                           |
| 2015                                                      | 12. Dezember  | Sportpalast Kiew, Kiew, Ukraine                   | Pedro Julio Rodriguez WBO-Intercontinental Cruisergewicht-Titelverteidigung             | Sieg / TKO 7. Runde                           |
| 2016                                                      | 17. September | Ergo Arena, Danzig, Polen                         | Krzysztof Głowacki WBO-Cruisergewicht-Weltmeisterschaft                                 | Punktsieg (einstimmig) / 12 Runden            |
| 2016                                                      | 17. Dezember  | The Forum, Kalifornien, USA                       | Thabiso Mchunu WBO-Cruisergewicht-Titelverteidigung                                     | Sieg / KO 9. Runde                            |
| 2017                                                      | 8. April      | MGM National Harbor, Oxon Hill, USA               | Michael Hunter WBO-Cruisergewicht-Titelverteidigung                                     | Punktsieg (einstimmig) / 12 Runden            |
| 2017                                                      | 9. September  | Max-Schmeling-Halle, Berlin, Deutschland          | Marco Huck WBO-Cruisergewicht-Titelverteidigung                                         | Sieg / TKO 10. Runde                          |
| 2018                                                      | 27. Januar    | Arena Riga, Riga, Lettland                        | Mairis Briedis WBC/WBO-Cruisergewicht-Titelvereinigung                                  | Punktsieg (Mehrheitsentscheidung) / 12 Runden |
| 2018                                                      | 21. Juli      | Olimpijski, Moscow, Russland                      | Murat Gassijew IBF/WBA/WBC/WBO-Cruisergewicht-Titelvereinigung                          | Punktsieg (einstimmig) / 12 Runden            |
| 2018                                                      | 10. November  | Manchester Arena, Manchester, Großbritannien      | Tony Bellew IBF/WBA/WBC/WBO-Cruisergewicht-Titelverteidigung                            | Sieg / TKO 8. Runde                           |
| 2019                                                      | 12. Oktober   | Wintrust Arena, Chicago, USA                      | Chazz Witherspoon                                                                       | Sieg / Aufgabe 7. Runde                       |
| 2020                                                      | 31. Oktober   | Wembley Arena, London, Großbritannien             | Dereck Chisora WBO-Intercontinental Schwergewicht-Meisterschaft                         | Punktsieg (einstimmig) / 12 Runden            |
| 2021                                                      | 25. September | Tottenham Hotspur Stadium, London, Großbritannien | Anthony Joshua IBF/IBO/WBA/WBO-Schwergewicht-Weltmeisterschaft                          | Punktsieg (einstimmig) / 12 Runden            |
| 2022                                                      | 20. August    | Dschidda Super Dome, Dschidda, Saudi-Arabien      | Anthony Joshua IBF/IBO/WBA/WBO-Schwergewicht-Titelverteidigung                          | Punktsieg (geteilte Entscheidung) / 12 Runden |
| 2023                                                      | 26. August    | Stadion Miejski, Breslau, Polen                   | Daniel Dubois IBF/IBO/WBA/WBO-Schwergewicht-Titelverteidigung                           | Sieg / TKO 9. Runde                           |
| 2024                                                      | 18. Mai       | Kingdom Arena, Riad, Saudi-Arabien                | Tyson Fury IBF/IBO/WBA/WBC/WBO-Schwergewicht-Titelvereinigung                           | Punktsieg (geteilte Entscheidung) / 12 Runden |
| 2024                                                      | 21. Dezember  | Kingdom Arena, Riad, Saudi-Arabien                | Tyson Fury IBO/WBA/WBC/WBO-Schwergewicht-Titelverteidigung                              | Punktsieg (einstimmig) / 12 Runden            |
| 2025                                                      | 19. Juli      | Wembley-Stadion, London, England                  | Daniel Dubois IBO/WBA/WBC/WBO-Schwergewicht-Titelverteidigung und IBF-Weltmeisterschaft | Sieg / KO 5. Runde                            |
| Quelle: Oleksandr Ussyk in der BoxRec-Datenbank           |               |                                                   |                                                                                         |                                               |

## Erfolge als Profi
- WBO-Weltmeister im Cruisergewicht: 2016
- WBC-Weltmeister im Cruisergewicht: 2018
- WBA-Weltmeister im Cruisergewicht: 2018
- IBF-Weltmeister im Cruisergewicht: 2018
- WBA-Weltmeister im Schwergewicht (1): Superchampion seit 2021
- WBO-Weltmeister im Schwergewicht (1): seit 2021
- IBF-Weltmeister im Schwergewicht (1): 2021–2024[19], seit 2025[18]
- IBO-Weltmeister im Schwergewicht (1): seit 2021
- WBC-Weltmeister im Schwergewicht (1): seit 2024